# John Paish
John Paish, né le 25 mars 1948 à Croydon, est un joueur de tennis britannique.

## Carrière
Il est le fils du joueur de tennis Geoffrey Paish. Après avoir pris sa retraite en 1980 à Wimbledon, il rejoue un dernier tournoi professionnel en 1992, en double avec Philip Fowler au tournoi Satellite de Bournemouth.

### 1971
Il bat Andrés Gimeno au premier tour de Wimbledon en 1971. Il parvient en finale du tournoi de Newport avec John Clifton mais s'incline face à Ken Rosewall et Roger Taylor (5-7, 6-3, 2-6).

### 1972
En 1972 après un quart de finale sur la pelouse de Bristol, il est finaliste du tournoi du Queen's où il perd face à Jimmy Connors (2-6, 3-6). Il bat Stan Smith en quart sur le score serré de 2-6, 6-3, 10-8 puis Pancho Gonzales par abandon 5-7, 3-2 en demi-finale.
Il a joué une rencontre de Coupe Davis pour le Royaume-Uni lors de la campagne 1972 contre la France sur terre battue à Roland-Garros. Il a perdu ses deux simples face à Pierre Barthes (0-6, 1-6, 4-6) puis dans un match sans enjeu face à Patrick Proisy (1-6, 0-6, 4-6) mais il a gagné le double au côté de David Lloyd contre Georges Goven et Pierre Barthes (6-3, 4-6, 6-1, 6-3). À l'US Open 1972, avec le Zimbabwéen Andrew Pattison, il bat au premier tour du double Björn Borg associé à son compatriote Ove Bengtson. Au Championnat de tennis de Bournemouth, accompagné de John Lloyd, il bat la paire Jimmy Connors - Stan Smith.

### 1973
Avec David Lloyd, il atteint en 1973 les demi-finales du tournoi de Wimbledon. Il atteint la demi-finale de Roanoke et de Newport.

### 1974
Il remporte en double le Championnat de tennis du Surrey avec Stephen Warboys.

## Palmarès

### Finale en simple (1)
| No | Date       | Nom et lieu du tournoi                  | Catégorie | Dotation | Surface      | Vainqueur     | Score    |  |
| -- | ---------- | --------------------------------------- | --------- | -------- | ------------ | ------------- | -------- |  |
| 1  | 26-06-1972 | The Queen's Club Championships, Londres |           | NC $     | Gazon (ext.) | Jimmy Connors | 6-2, 6-3 |  |

### Titre en double (1)
| No | Date       | Nom et lieu du tournoi                    | Catégorie  | Dotation | Surface      | Partenaire      | Finalistes                 | Score           |  |
| -- | ---------- | ----------------------------------------- | ---------- | -------- | ------------ | --------------- | -------------------------- | --------------- |  |
| 1  | 03-06-1974 | Surrey Grass Court Championships Surbiton | Grand Prix | NC $     | Gazon (ext.) | Stephen Warboys | Ray Keldie Pancho Walthall | 3-6, 6-3, 12-10 |  |

### Finale en double (1)
| No | Date       | Nom et lieu du tournoi                      | Catégorie | Dotation | Surface | Vainqueurs                | Partenaire   | Score         |  |
| -- | ---------- | ------------------------------------------- | --------- | -------- | ------- | ------------------------- | ------------ | ------------- |  |
| 1  | 12-07-1971 | Tournoi de tennis du pays de Galles Newport |           | NC $     | NC      | Ken Rosewall Roger Taylor | John Clifton | 7-5, 3-6, 6-2 |  |